# バーレスク・フェスティバルの一覧
バーレスク・フェスティバルの一覧は、世界各地で開催されているバーレスクに特化した舞台芸術祭を地域毎に一覧にしたものである。

## アジア・南太平洋地域

### オーストラリア
- オーストラリア・バーレスク・フェスティバル[1]

## 北米

### アメリカ合衆国
- アリゾナ・バーレスク・フェスティバル (アリゾナ州ツーソン)
- アジアン・バーレスク・スペクタキュラー (ニューヨーク)
- バーレスクランド (カリフォルニア州ロサンゼルス)
- バーレスク・ホール・オヴ・フェイム (ネヴァダ州ラスヴェガス)
- ヒューストン・バーレスク・フェスティバル (テキサス州ヒューストン)
- アイオワ・バーレスク・フェスティバル (アイオワ州ダヴェンポート)[2]
- カンザス・シティ・バーレスク・フェスティバル (ミズーリ州カンザス・シティ)
- ニューオーリンズ・バーレスク・フェスティバル (ルイジアナ州ニューオーリンズ)[3][4]
- ニューヨーク・バーレスク・フェスティバル (ニューヨーク)
- オレゴン・バーレスク・フェスティバル (オレゴン州ポートランド)
- ショウ・ミー・バーレスク (ミズーリ州セントルイス)
- サンコースト・バーレスク・フェスティバル (フロリダ州セントピーターズバーグ)
- ヴァーモント・バーレスク・フェスティバル (ヴァーモント州サウスバーリントン)[5]
- ヴィヴァ・ラスヴェガス・バーレスク・コンペティション (ネヴァダ州ラスヴェガス)[6]
- ウィンディ・シティ・バーレスク・フェスティバル (イリノイ州シカゴ)[7]
- グレート・バーレスク・エクスポジション (マサチューセッツ州ケンブリッジ)

### カナダ
- グレート・カナディアン・ガーレスク・エキスポ (オンタリオ州トロント)[8]
- ヴァンクーヴァー・インターナショナル・バーレスク・フェスティバル (ブリティッシュ・コロンビア州ヴァンクーヴァー)[9]
- カルガリー・インターナショナル・バーレスク・フェスティバル (アルバータ州カルガリー)[10]

## ヨーロッパ

### イギリス
- ロンドン・バーレスク・フェスティヴァル (ロンドン)[11]

### スペイン
- バルセロナ・バーレスク・フェスティバル (バルセロナ)[12]

### ドイツ
- ベルリン・バーレスク・フェスティバル (ベルリン)[13]

### フィンランド
- ヘルシンキ・バーレスク・フェスティバル (ヘルシンキ)[14]

### フランス
- パリ・バーレスク・フェスティバル (パリ)[15]